# Depelsha Thomas McGruder
Depelsha Thomas McGruder (Brooklyn, 7 de Outubro de 1972) é uma empresária e ativista estadunidense.

## Biografia
Nascida em 7 de Outubro de 1972, no bairro nova-iorquino do Brooklyn, estudou Jornalismo na Universidade Howard. Completou os seus estudos em Administração e Direção de Empresas na Escola de Negócios de Harvard e na Yale School of Management.
Depelsha é a fundadora e presidenta do Moms of Black Boys United (Mães de Rapazes Negros Unidas) e do MOBB United for Social Change (MOBB Unidas pela Mudança Social), organizações irmãs que se dedicam a melhorar a perceção e o tratamento que os rapazes e homens negros têm na aplicação da lei e na sociedade. Ela decidiu criar esta associação depois de ver as mortes violentas de Alton Sterling, de Philando Castile, bem como de outros cidadãos negros. O que começou sendo um grupo de Facebook acabou contando com mais de 180 mil membros em todo o país.
Depelsha trabalhou como cabo de operações da Rádio Pública de Nova Iorque e atualmente trabalha como vice-presidenta, COO e tesoureira da Fundação Ford. Ademais, também faz parte da junta diretiva da organização Classy.

## Reconhecimento
No ano 2021, foi nomeada uma das 100 Mulheres da BBC.